# Aka (Fukuoka)
Aka (em japonês: 赤村; romaniz.: Aka-mura) é uma vila localizada no distrito de Tagawa, prefeitura de Fukuoka, Japão. Possui 32 quilômetros quadrados e segundo censo de 2018, havia 2 903 habitantes.